# Тягнибок Андрій Ярославович
Андрі́й Яросла́вович Тягнибо́к (нар. 26 лютого 1973, Львів) — український політик, громадський діяч, депутат Верховної Ради України VII скликання та Львівської обласної ради (з 2020) від ВО «Свобода». Молодший брат народного депутата ІІІ, IV та VII скликань Олега Тягнибока.

## Біографія
У 1980–1990 роках навчався у Львівській спеціалізованій школі № 8 з поглибленим вивченням німецької мови. Також закінчив Львівську музичну школу № 4 за класом фортепіано.
13 вересня 1988 року, навчаючись у 9-му класі, під час бігу у шкільному коридорі ненароком спричинив смерть свого однокласника, за що 6 січня 1989 року був засуджений за ст. 98 КК УРСР «Вбивство з необережності» на три роки позбавлення волі з відстрочкою покарання на два роки. Про обставини цього інциденту писали в обласній та республіканській пресі.
1990 року вступив на історичний факультет Львівського державного університету імені Івана Франка, який закінчив у 1995 році. В 1998–2002 здобув другу вищу освіту на спецправничому факультеті Львівського національного університету імені Івана Франка за спеціальністю «Правознавство».
З 1996 року працював у ТзОВ «Аптека матері і дитини», з 2000 року — комерційний директор. У 2011 став директором ТзОВ «Комплект Груп», яке спеціалізується на гуртовому продажі віконних профілів.
Проживає у Львові.
Є учасником комбатантського об'єднання «Легіон Свободи». 2015 року служив у добровольчому батальйоні міліції «Січ», в роті Богдана Павлика («Маестро»).

## Політична та громадська діяльність
У 1989 році вступив до Організації української молоді «Спадщина», в складі якої відновлював могили Січових Стрільців та воїнів УПА, збирав давні пісні. 1990 року, щойно вступивши до Львівського університету, взяв участь у студентському голодуванні в Києві, яке ввійшло в історію як Революція на граніті. У 1993–1996 роках був членом громадської організації «Українська молодь — Христові».
Із 1991 року — член Всеукраїнського об'єднання «Свобода». Член обласного комітету Львівської обласної організації ВО «Свобода» з 2008 року, відповідає за партійну дисципліну та безпеку.
У 2010 році обраний депутатом Львівської обласної ради за округом № 47 (Сколівський район, висунутий ВО «Свобода»).
У липні 2012 року висунутий єдиним кандидатом від об'єднаної опозиції (ВО «Батьківщина» та ВО «Свобода») на парламентських виборах за виборчим округом № 125 (Самбір, Сколівський, Старосамбірський, Турківський райони, частина Самбірського району). Здобув перемогу на виборах, отримавши 35,61 % голосів (37 698 виборців).
12 грудня 2012 року у перший день роботи новообраної Верховної Ради 7-ого скликання зрізав болгаркою паркан навколо будівлі парламенту.
У парламенті є головою підкомітету з питань охорони і раціонального використання надр, тваринного та рослинного світу, охорони, раціонального використання та відтворення водних ресурсів, формування національної екологічної мережі, природних ландшафтів та об'єктів природно-заповідного фонду Комітету Верховної Ради з питань екологічної політики, природокористування та ліквідації наслідків Чорнобильської катастрофи.

## Родина

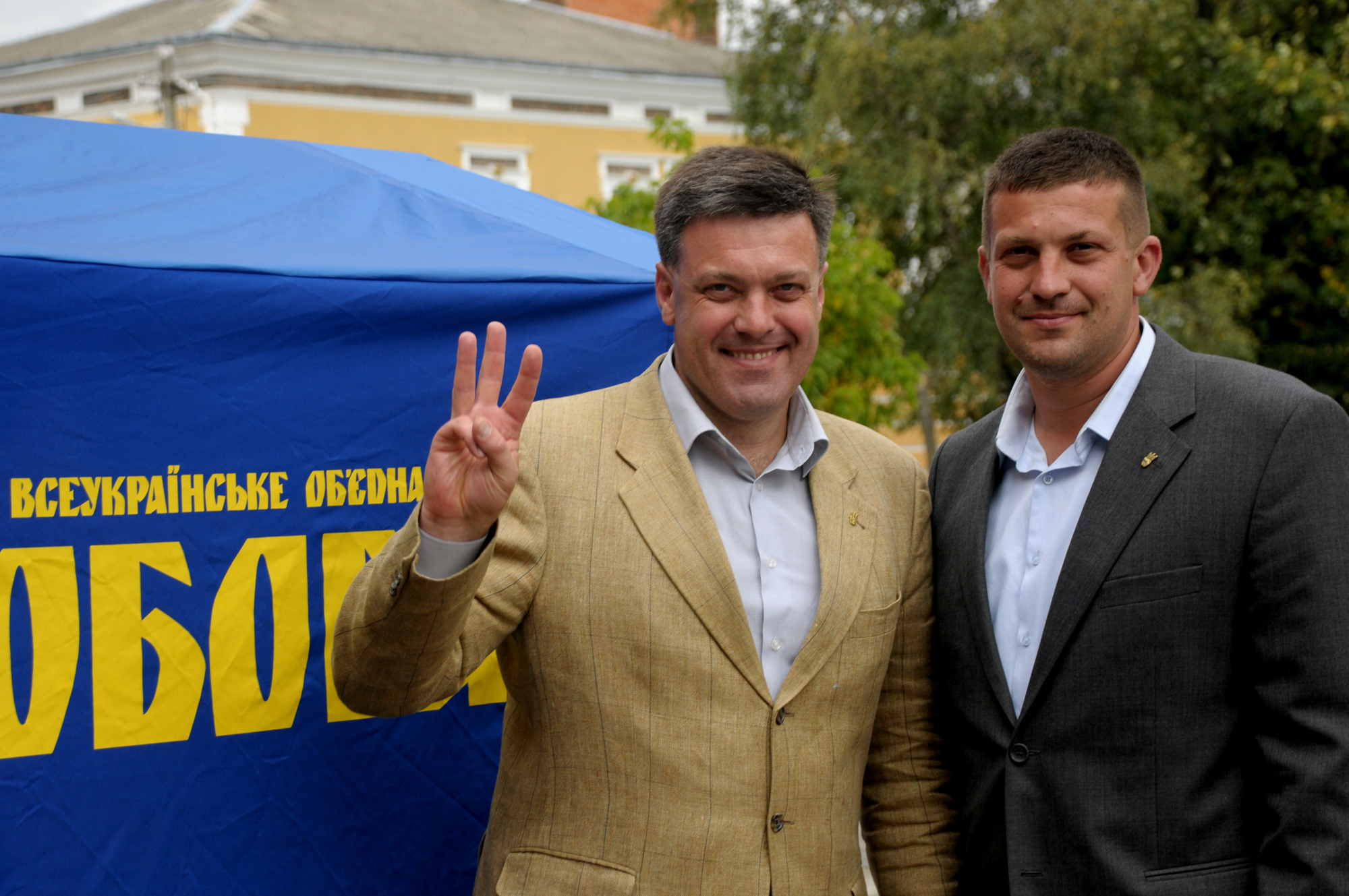
Брати Олег (ліворуч) та Андрій Тягнибоки

Походить з родини медиків. Батько — Тягнибок Ярослав Васильович, український спортивний медик, Заслужений лікар СРСР. Прадід по матері Лонгин Цегельський був депутатом Віденського сейму, одним із ініціаторів створення Західноукраїнської Народної Республіки, від імені ЗУНР на Софійській площі у Києві зачитував Акт злуки між ЗУНР і УНР.
Старший брат Андрія Тягнибока — народний депутат Олег Тягнибок, голова ВО «Свобода».
Одружений. Дружина — Тягнибок Юлія Євгенівна, 1973 року народження, за фахом психолог.
Має двох дочок — Дзвениславу-Меланію (1999 року народження) та Терезу-Марію (2006 року народження).